# Občina Brezovica

Občina Brezovica - Slovinsko

Občina Brezovica je jednou z 212 občin ve Slovinsku. Rozkládá se ve Středoslovinském regionu. Je jednou z 25 občin regionu. Rozloha občiny je 91,2 km2 a v lednu 2014 zde žilo 11 761 lidí. V občině je celkem 16 vesnic. Správním centrem občiny je vesnice Brezovica pri Ljubljani.

## Poloha, popis
Rozkládá se zhruba 10 km jihozápadně od centra Lublaně na okraji Julských Alp. Nadmořská výška je zhruba od 280 m na severu až po téměř 1000 m na jihu.
Při severním okraji prochází občinou dálnice A1 z Lublaně k Jaderskému moři do přístavu Koper.
Sousedními občinami jsou : Dobrova-Polhov Gradec na severu, Ljubljana, Ig a Velike Lašče na východě, Cerknica na jihu, Borovnica, Vrhnika a Log-Dragomer na západě.

## Zajímavosti v občině
U vesnice Podpeč je kamenolom. Zdejší kámen je znám jako Podpečský mramor. Architekt Jože Plečnik ho použil v Lublani na mnoha významných památkách, jako je Národní a univerzitní knihovna Slovinska aj.

## Vesnice v občině
Brezovica pri Ljubljani, Dolenja Brezovica, Gorenja Brezovica, Goričica pod Krimom, Jezero, Kamnik pod Krimom, Notranje Gorice, Planinca, Plešivica, Podpeč, Podplešivica, Preserje, Prevalje pod Krimom, Rakitna, Vnanje Gorice, Žabnica